# 李村镇 (菏泽市)
李村镇，是中华人民共和国山東省菏泽市牡丹区下辖的一个乡镇级行政单位。

## 行政区划
李村镇下辖以下地区：
李村集村、刘李村、高李村、辛寨村、白庙村、大郭店村、找李村、后张村、贾庄村、郝寨村、油楼村、刘庄村、岔河头村、马厂村、左庄村、大屯村、魏楼村、王河圈村、刘楼村、杨镇村、卢海村、东李庄村、西李庄村、大刘庄村、朱庄村、宋楼村、梨园村、安庄村、高寨村、王盛屯村、张闫楼村和兰口村。